# 범한자동차
범한자동차(Bumhan Mobility)는 대한민국의 버스 제조업체다.
서울특별시 중구 광희동1가에 본사가 있으며, 반조립 공장은 경상남도 함안군 칠서면 대치리에 있다.

## 생산차량
- 범한자동차 E-STAR - 경상남도 함안군 칠서면 대치리에서 SKD로 생산
- 범한자동차 E-SKY - 황해버스 차량 수입

## 같이 보기
- KGM커머셜
- 현대자동차
- 우진산전